# Vino Nobile di Montepulciano
Vino Nobile di Montepulciano är ett kraftigt rött vin från södra Toscana och området kring staden Montepulciano. Vinet är domineras av druvsorten Sangiovese, i Montepulciano ofta även kallad Prugnolo Gentile, men innehåller ofta en liten del till exempel Canaiolo Nero. Det är ett relativt tanninstint vin med mycket frukt och kraft som passar utmärkt med kötträtter, pastarätter och det mesta med tryffel, porcini och murklor.